# Borges (efternamn)
Borges är ett spanskt och portugisiskt efternamn. 

## Författaren Jorge Luis Bourges
- Jorge Luis Borges (1899–1986), argentinsk författare

## Andra personer med efternamnet Borges
- Breno Borges (född 1989), brasiliansk fotbollsspelare
- Celso Borges (född 1988), costaricansk fotbollsspelare
- César Borges (född 1948), brasiliansk politiker
- Emerson Ramos Borges (född 1980), brasiliansk fotbollsspelare, känd som Emerson
- Gustavo Borges (född 172), brasiliansk simmare
- Humberlito Borges Teixeira (född 1980), brasiliansk fotbollsspelare känd som Borges
- Julio Borges (född 1969), venezuelansk politiker
- Lázaro Borges (född 1986), kubansk stavhoppare
- Micael Borges (född 1988), brasiliansk skådespelare och sångare
- Neto Borges (född 1996), brasiliansk fotbollsspelare
- Rômulo Borges Monteiro (född 1990), brasiliansk fotbollsspelare
- Thiago Pinto Borges  (född 1989), brasiliansk fotbollsspelare verksam i Danmark
- Wendell Nascimento Borges (född 1993), brasiliansk fotbollsspelare, känd som Wendell
- Willian Borges da Silva (född 1988), brasiliansk fotbollsspelare känd som Willian